# Gottfried Strasser
Gottfried Strasser (* 12. März 1854 in Lauenen bei Gstaad; † 9. April 1912 in Grindelwald) war ein reformierter Pfarrer und Dichter aus dem Kanton Bern.

Gottfried Strasser (1854–1912)

## Biographie

### Herkunft
Gottfried Strasser wuchs als zweiter Sohn mit seinem Bruder Hans des aus Wangen an der Aare stammenden Pfarrers Johann Strasser im Pfarrhaus von Langnau im Emmental auf, wohin die Familie 1855 gezogen war.

### Pfarrer und Liederdichter
Mehr als dreissig Jahre, vom März 1879 bis zum frühen Tode, war er Pfarrer in Grindelwald und wurde bekannt als «Gletscherpfarrer» und Verfasser des Grindelwaldliedes. Dieses stammt aus der Zeit von 1897 bis 1898, wurde zur Melodie von Johann Rudolf Krenger am 29. Januar 1899 im Hotel Eiger in Grindelwald vermutlich erstmals öffentlich aufgeführt und im Mai 1900 anlässlich des Oberländischen Gesangfests in Thun einem grösseren Publikum vorgestellt. Ein weiteres bekanntes Lied von Strasser ist dasjenige vom Trueberbueb, das er 1875 gedichtet hatte und das ebenfalls von Krenger vertont wurde.

### Nebenamtliche Aktivitäten
Der bedeutende Vertreter der bernischen Vermittlungstheologie war auch neben dem eigentlichen Pfarramt äusserst tätig: Er gründete den gemeinnützigen Verein, setzte sich ein für den Tourismus, organisierte Hochgebirgskurse für Bergführer und war selber aktiver Turner, dazu Kommandant der Feuerwehr, Schulpräsident, Obmann der SAC-Rettungsstation, Feldprediger und Förderer der Berner Oberland-Bahnen. An ein Grindelwalder Schulhaus liess er den Spruch setzen:
| Kirche und Schule nebeneinand das sind zwei Finger an Gottes Hand, mit denen er aufwärts zieht die Welt und in bessern Zustand die Menschen stellt. |

### Die Familie

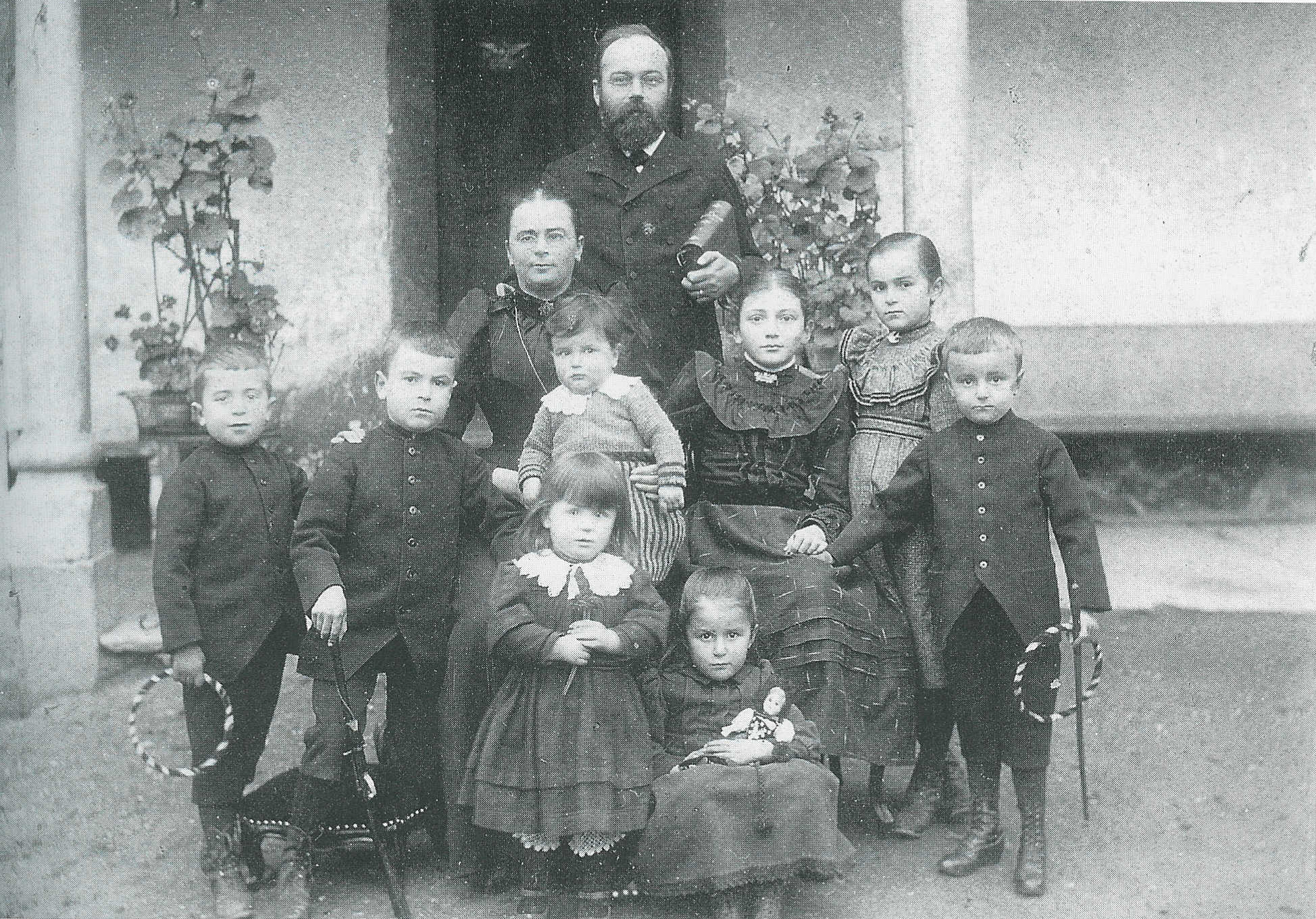
Familie Strasser um 1893

Seine Gattin Elise, geborene Rüegg, aus dem Zürcher Oberland hatte er 1881 geheiratet. Sie schenkte ihm acht Kinder:
- Elise (* 1882) war viele Jahre Hauswirtschaftslehrerin in Grindelwald
- Johanna (* 1883), Gesellschafterin in Wien, lebte zuletzt als Rentnerin in Igls (Österreich)
- Gottfried (* 1885), erst Kunstschreiner, dann Maler und Zeichenlehrer am Seminar in Bern
- Werner (* 1886), Chemiker, Angestellter der eidgenössischen Sanitätsverwaltung im Zeughaus Bern
- Karl (* 1887), Landwirt und Käser, Inhaber einer Molkerei im Elsass und in Zürich
- Hedwig (* 1888), kaufmännische Angestellte in Bern
- Gertrud (* 1891), Lehrerin in Bern
- Wilhelm (* 1892), Pfarrer in Cordast, Gampelen und Spiez, Feldprediger

### Politik und Statistik
Am 18. August 1883 wurde Strasser in den kantonalen Verfassungsrat gewählt, der bis November 1884 eine Revision der noch vor der Gründung des schweizerischen Bundesstaates 1848 entstandenen bernischen Verfassung von 1846 vorbereitete. Die Revision scheiterte aber in der Volksabstimmung vom 1. März 1885 und kam erst 1893 zustande. Im Sommer 1887 ordnete der Pfarrer von Grindelwald eine Verkehrszählung an, die 55'000 Reisende ins Lauterbrunnental und fast 40'000 nach Grindelwald erfasste.

### Veröffentlichungen und Korrespondenz

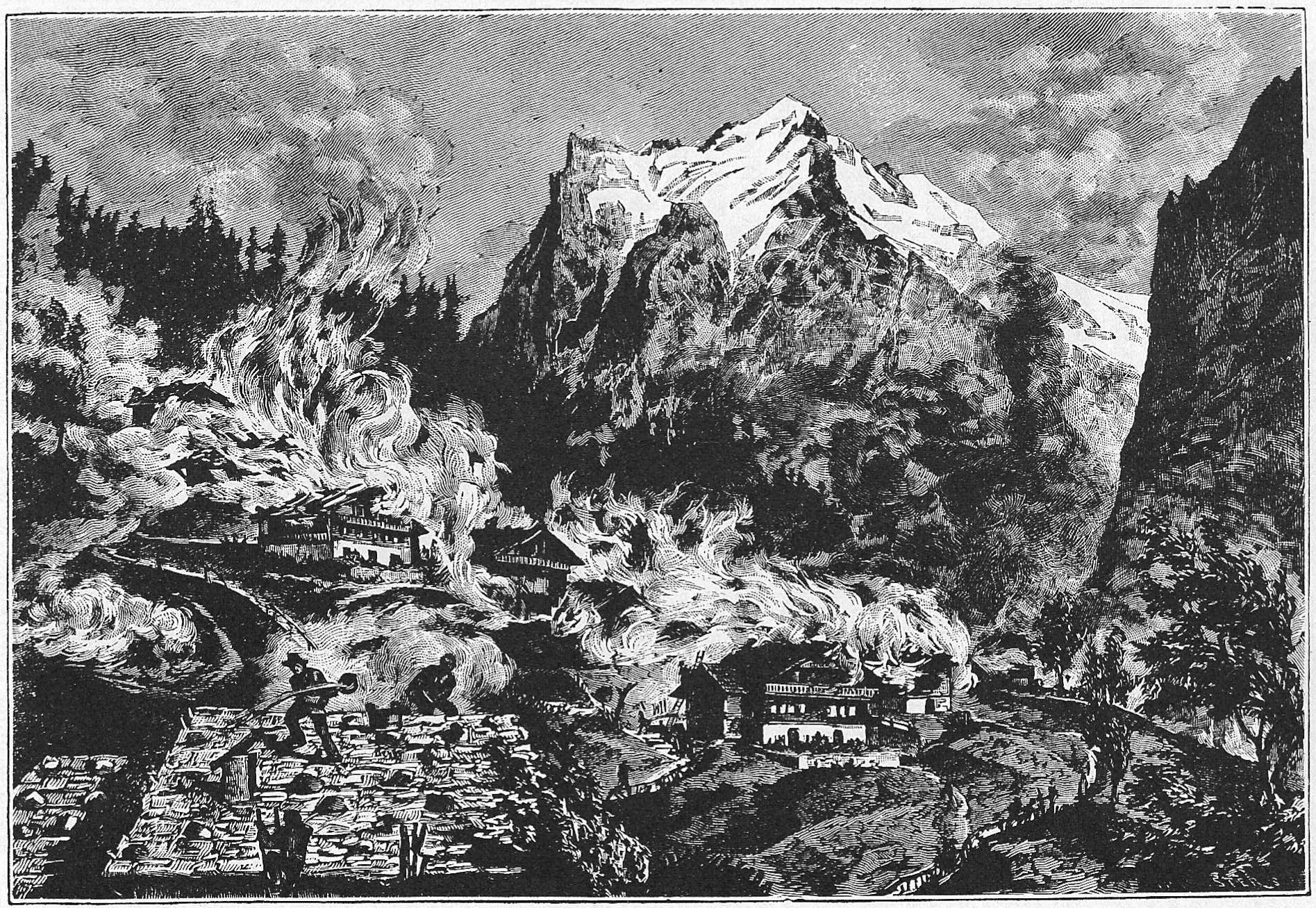
Illustration von F. Gysi aus Strassers "Brand von Grindelwald"

Von 1888 bis 1890 gab Strasser als «Familienblatt für die Gemeinde Grindelwald zu Nutz und Frommen von Alt und Jung» den Gletschermann heraus und von 1896 bis in sein Todesjahr 1912 führte er einen Briefwechsel mit dem österreichischen Volksschriftsteller Peter Rosegger. Zu seinen weiteren Korrespondenten gehörten Johanna Spyri, Emanuel Geibel, Jakob Christoph Heer, Ernst Zahn, Joseph Victor von Scheffel, Josef Reinhart, Joseph Victor Widmann und Rudolf von Tavel. Am Sonntag nach dem verheerenden Brand von Grindelwald am 18. August 1892 hielt er eine eindringliche Predigt, die 1893 in Bern zusammen mit einem Bericht über den Brand im Druck erschien. Auf eine 1885 erfolgte Aufforderung des Synodalrats der reformierten Berner Landeskirche hin hatte er zuvor schon eine Schrift Für unsere Auswanderer verfasst. Ebenfalls veröffentlicht wurde seine Bergpredigt zur Eröffnung der Jungfraubahn am 19. September 1898. Seine zahlreichen Gelegenheitspublikationen versah er gerne mit eigenen Zeichnungen.

### Der Gletscherpfarrer
Der «Gletscherpfarrer» bildete in Grindelwald eine regelrechte Touristenattraktion, so dass der Zürcher Nationalrat Kaspar Baumann-Zürrer schreiben konnte: «... nach Grindelwald gehen und den Gletscherpfarrer nicht gesehen und kennengelernt zu haben, würde für den Schweizer ungefähr die gleiche Bedeutung haben, wie wenn ein gläubiger Katholik nach Rom pilgerte und den Papst nicht gesehen hätte».

## Publikationen (Auswahl)

### Zu Lebzeiten
- Der Napf, der Rigi des Emmenthals (1408 m), Langnau 1883
- Die Poesie des Sonntags, Bern 1883
- Die Verstaatlichung des Armenwesens mit besonderer Berücksichtigung des Amtsbezirks Interlaken, Interlaken 1885
- Das fröhliche Murmelthier. Allerlei Sing-Sang für Schweizer Alpenclubisten und zugewandte Orte, Biel 1887
- Kontra Viktoria-Hütte auf dem Gipfel der Jungfrau, Interlaken 1887
- Der Uebergang des alten Bern im Jahre 1798, Bern 1888
- Das Berner Oberland, München 1892
- Illustrirter Führer der Berner-Oberland-Bahnen und Umgebungen. Beschreibung – Geschichte – Sagen, Basel 1892
- Der Brand von Grindelwald am 18. August 1892 und die am Sonntag nachher gehaltene Predigt, Bern 1893 (Neudruck: Grindelwald 1992)
- Für das neue Armengesetz. Den bernischen Landesteilen Ins Stammbuch einige Zeilen, Bern 1897
- Bergpredigt zur Eröffnung der Jungfraubahn am 19. September 1898, Zürich 1898
- ABC für Schweizer Bergführer, Grindelwald 1900
- Die Katastrophe am Wetterhorn vom 20. August. 1902: "Vier Leben auf ein Mal gefällt vom Wetterstrahl!" Gedenkschrift, Grindelwald 1903
- 25 Neujahrs-Wünsche für meine Gemeinde, Interlaken 1904
- Das Herz auf und nicht minder. Die Samariterhand für die Schwachsinnigen Kinder im Berner Oberland. Ein Appell, Interlaken 1906
- Von des Grabes Rand, auf zum Oberland! Trostlieder, Interlaken 1907
- Der Männerchor Grindelwald in seinen ersten 25 Jahren: 1886-1912, Grindelwald 1912

### Postum
- In Grindelwald den Gletscheren by. Gedichte, Interlaken 1943
- Der Briefwechsel Gottfried Strassers mit Peter Rosegger 1896-1912. Hrsg. Rudolf Rubi, Grindelwald 1967.